# Nicolas Bion

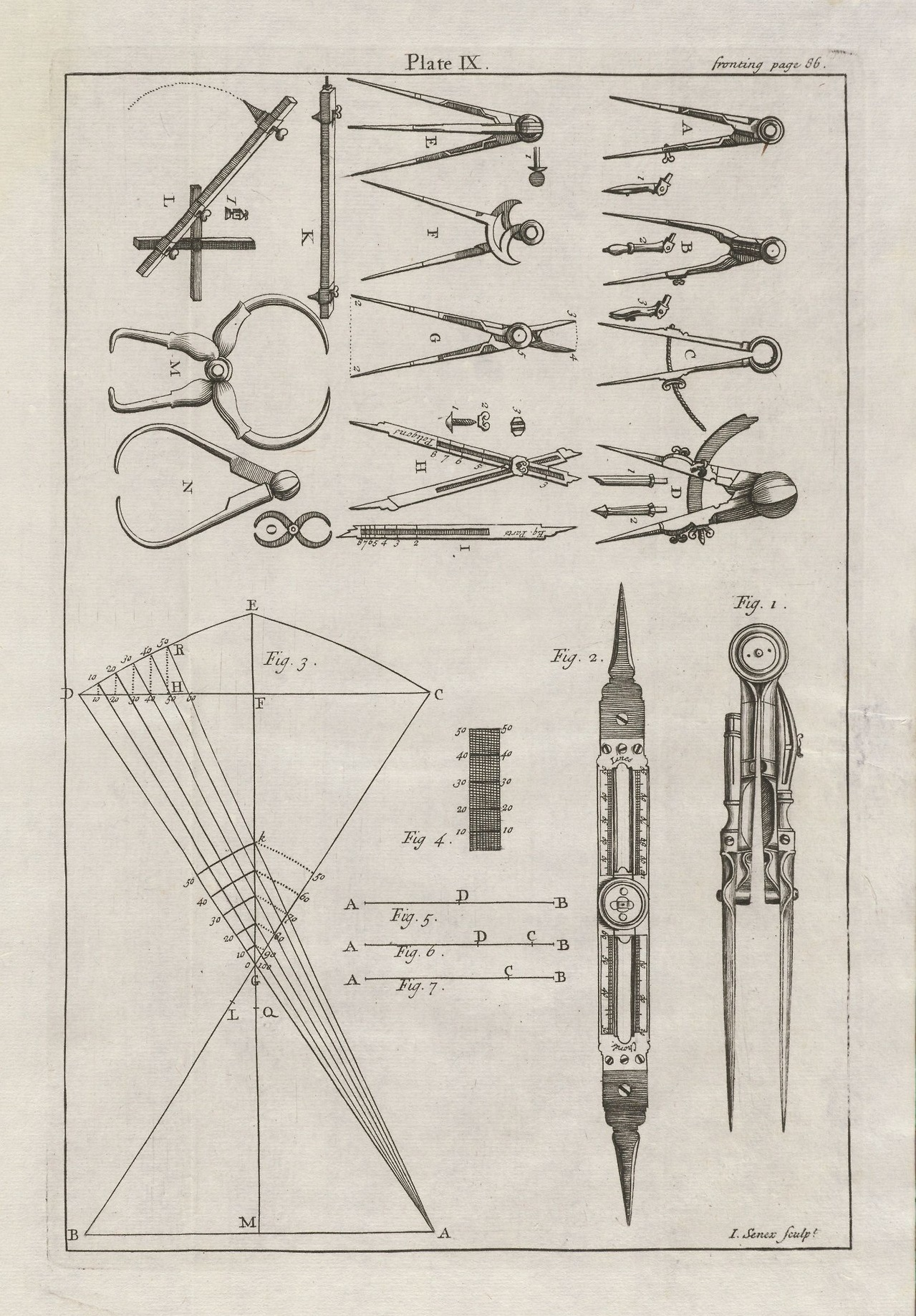
Instrumentos de dibujo (diseño y grabado obra de Bion)

Nicolas Bion (1652-1733) fue un constructor de instrumentos científicos francés. Diseñó y fabricó instrumentos ópticos de medición, matemáticos, astronómicos, náuticos y topográficos (incluyendo globos terráqueos y esferas armilares). Por el valor de sus aparatos recibió del rey Luis XIV de Francia el título de Ingeniero del Rey por sus instrumentos matemáticos. También es reconocido por la gran calidad técnica de los grabados con los que ilustraba sus textos.

## Semblanza
Bion tenía su taller en París; en sus libros figura la dirección primero en el Quai de l'Horloge à l'enseigne du Soleil d'or, y más adelante como Au Quart de cercle.
Renombrado entre los científicos, astrónomos y viajeros más reconocidos del siglo XVIII, y a pesar de no idear ninguna innovación técnica importante, fue elogiado por la exactitud de los instrumentos y la excelente técnica con la que se fabricaban. Los aparatos salidos de sus manos contaban con unas descripciones finamente ilustradas e instrucciones de uso. Sus instrumentos astronómicos y matemáticos fueron muy populares en su día y se siguieron produciendo por sus descendientes durante algún tiempo después de su muerte.

### Instrumentos producidos
Según Maurice Daumas, se han salvado pocos ejemplares de la extensa producción de Nicolas Bion.
- Un "octante" firmado por el autor en el limbo graduado, se conserva en Génova, en el Instituto Hidrográfico de la Marina; el objeto, desprovisto de espejos reflectantes, es muy raro y tal vez único, ya que no se conoce otro.
- Una muestra del Anneau ou Cadran Astronomique universel, está ubicada en el Observatorio Astronómico de la Specola en Bolonia; es un reloj solar equinoccial universal formado por un anillo externo, llamado "del meridiano", con un dispositivo para regularlo en la latitud del lugar; un segundo anillo, llamado "de las horas", se aplica en el interior, con bisagras en ángulo recto con respecto al primero y dividido en 24 horas, y en el centro una barra de ajuste. Los modelos más grandes de estos instrumentos podían indicar el tiempo con la precisión de un minuto y fueron durante mucho tiempo la única manera de comprobar la exactitud de los relojes sin tener que recurrir a la interpolación astronómica. La construcción y el uso de este instrumento se ilustran y describen en el "Traité de la construction et des principaux usages des instrumens de mathématique".
- Un estuche de madera cubierta con cuero negro impreso con flores de lis se encuentra en el mismo Observatorio de la Specola en Bolonia:
  - De los nueve instrumentos originalmente contenidos en esta caja, solo quedaba una "brújula proporcional" de seis pulgadas, con la inscripción "N.Bion a Paris" grabada. En los lados del instrumento se muestran seis escalas fundamentales: partes iguales, planos, polígonos, cuerdas, sólidos y metales. En los bordes están las escalas que miden el calibre de las pistolas y para determinar el diámetro y el peso de los proyectiles de artillería.

## Publicaciones
- Description et usage du Planisphere Celeste Nouvellement costruit, suivant les dernieres observationes de Messieurs de l'Academie royale des Sciences, de 1708, está inspirado en el trabajo de De La Hire, describe los dos hemisferios hasta el ecuador mediante una proyección polar cóncava e informa de las estrellas divididas en cinco magnitudes. La precisión gráfica se basa en la definición de un grado; incluye los círculos polares, los trópicos, la eclíptica y el ecuador, y también las constelaciones ptolemaicas y las del sur descritas por Johann Bayer:[2] Antínoo, Berenice, La Colombe, La Croix, Robur Carolinum y La Fleur de Lis.
- Traité de la construction et des principaux usages des instrumens de mathématiques, de 1709, en el que se describen e ilustran los métodos de construcción y uso de instrumentos de medición y globos celestes o terrestres. (versión en línea)
- L'Usage des Globes, de 1710, tratado ilustrado sobre la construcción y el uso de herramientas matemáticas en tres partes:
  - Premier Livre: De la Esfera del Mundo, que describe los conceptos más importantes del universo con elementos esféricos astronómicos necesarios para la comprensión del texto. Se describe e ilustra el sistema solar y el movimiento de sus cuerpos, el sistema de las estrellas fijas y la lista de las constelaciones y los nombres de las estrellas que pueden observarse mediante la comparación de los textos de Ptolomeo y Johannes Kepler. Un capítulo también está dedicado a las mareas.
  - Livre Second: De la Geographie; contiene la descripción del globo con un breve tratado de geografía general, incluyendo la posición de la Tierra en el sistema solar y la inclinación de su eje, con lo que implica sobre las estaciones, los climas y el movimiento de los vientos. La sección concluye con una descripción geográfica detallada de la superficie de la Tierra, los continentes y los estados en los que se dividieron.
  - Livre Troisieme: Des Usages des Spheres et des Globes Celeste et Terrestre; dedicado a examinar la construcción de mapas y globos terráqueos y cómo usarlos. También se ocupa de la medición del tiempo y los calendarios.